# Садовоботанічна вулиця
Садовоботані́чна вулиця — зникла вулиця, що існувала в Печерському районі міста Києва, місцевість Звіринець. Пролягала від Тимірязєвської вулиці (двічі, утворюючи півколо).

## Історія
Вулиця виникла в 90-х роках XIX століття під назвою Єврейсько-Кладовищенська. Назву Садовоботанічна вулиця отримала 1944 року, від ботанічного саду, заснованого поруч 1936 року.
Ліквідована близько 1944–1945 року в зв'язку зі знесенням старої забудови та формуванням ботанічного саду. Однак офіційно вулиця була ліквідована лише 1977 року.